# Westervoort

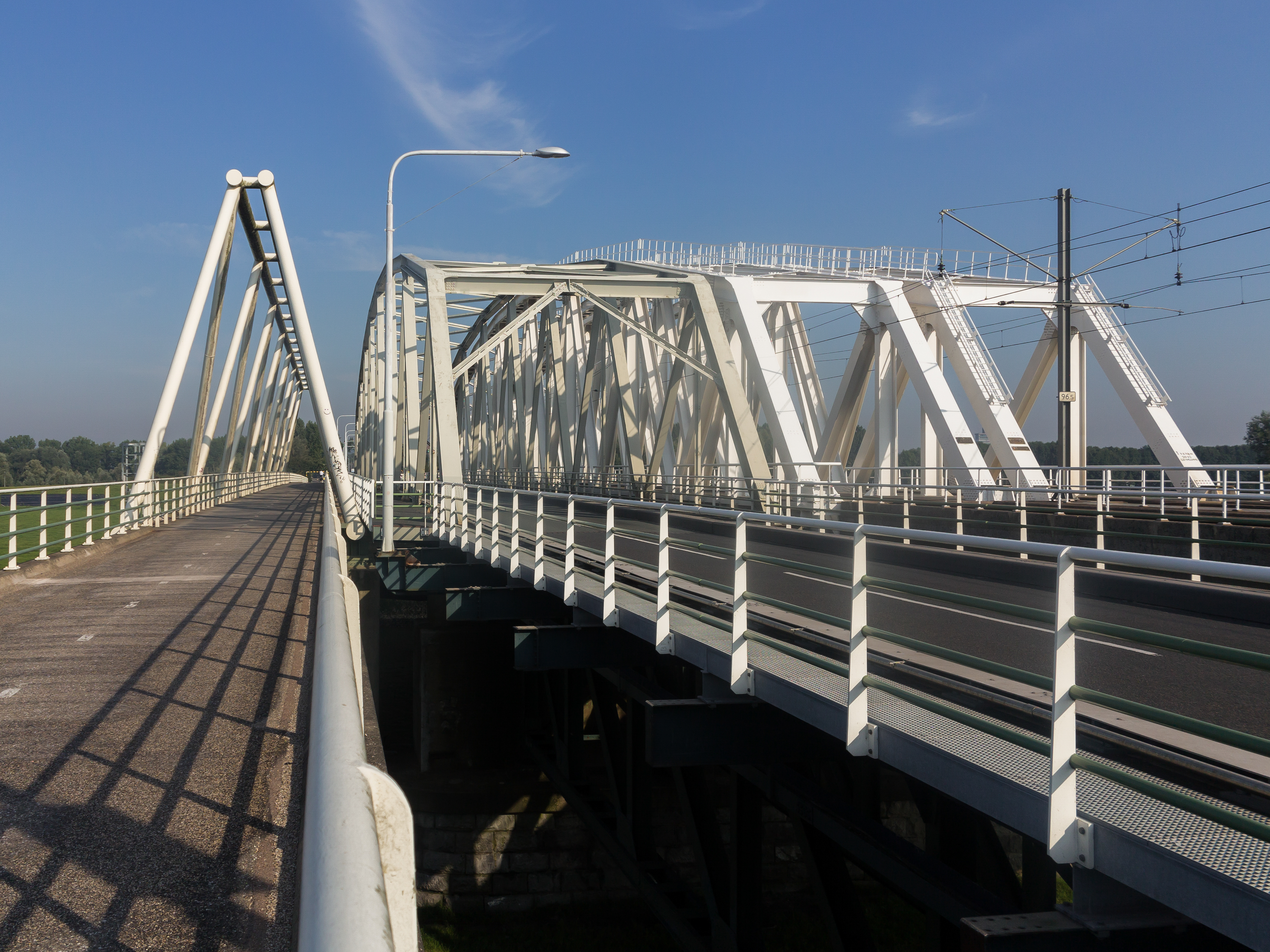
De Westervoortse Brug

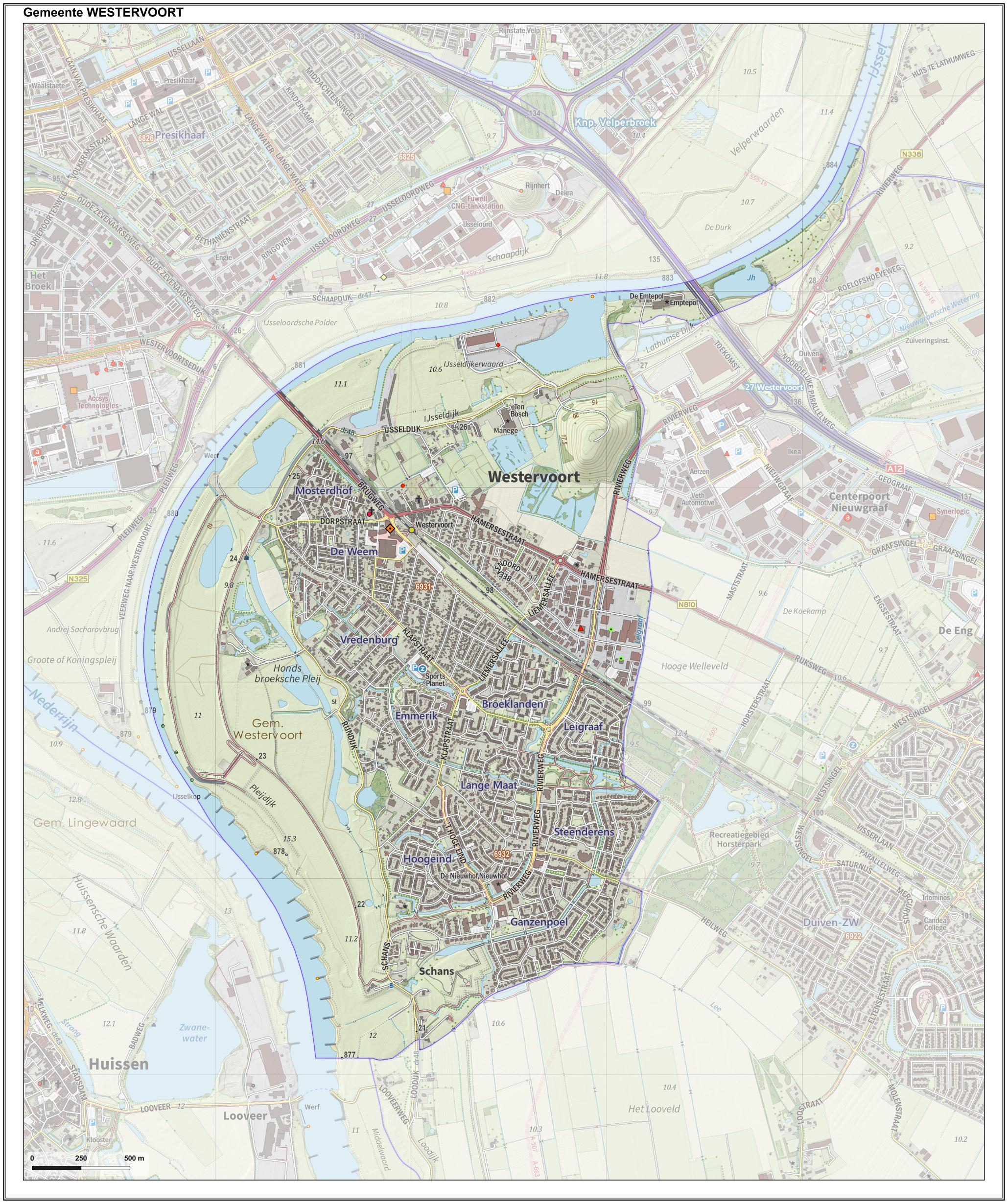
Topografische gemeentekaart van Westervoort, september 2022

Westervoort (uitspraakⓘ) is een plaats en gemeente in de Nederlandse provincie Gelderland. De gemeente telt 15.151 inwoners (22 november 2024, bron: CBS) en heeft een oppervlakte van 7,85 km² (waarvan 1 km² water). Sinds 2016 is Westervoort qua oppervlakte de kleinste gemeente van Nederland.
Westervoort ligt ten zuidoosten van Arnhem; noordelijk van de Nederrijn, oostelijk van de IJssel, precies waar deze zich afsplitst. Het is van origine een heerlijkheid met de 'Heer van Westervoort' aan het hoofd. Sinds december 2011 heeft Westervoort - na een tussenperiode van 75 jaar - opnieuw een treinstation.
Westervoort vormt samen met de gebieden van de gemeenten Zevenaar, Duiven en Montferland de streek Liemers, die totaal bijna 84.000 inwoners telt. Deze gemeenten werken samen in de Liemerse Ambassade.

## Geschiedenis

### Ontstaan
Westervoort gaat als nederzetting tot diep in de middeleeuwen terug. De naam Westervoort zou kunnen duiden op een voorde die toegang gaf tot het westen. Aangenomen wordt dat Westervoort het oudste dorp in de Liemers is; de naam komt voor in een stuk perkament uit 726. Dat geschrift stamt uit de periode dat Werenfridus hier werkte als missionaris. In de kerktoren, stammend uit de dertiende eeuw, zien we een van de oudste getuigen van plaatselijke bouwactiviteit. Eeuwenlang waren het de graven van Bergh die de 'heerlijkheid' Westervoort in hun bezit hadden. In 1735 werden de Berghse rechten echter aangekocht door de stad Arnhem. Wat waterbeheersing betreft viel Westervoort onder de Liemerse Schouwpolder. En aangezien dit Kleefs gebied was, was er in die tijd ook al sprake van grensoverschrijdende activiteiten. Samen met Bahr en Lathum vormde Westervoort het buitenste element tegen de gevaren die Rijn en IJssel vooral in de winter boden.
Op 17 december 1813 werd de gemeente Duiven afgesplitst van de gemeente Westervoort. Dit was nodig omdat Duiven op diezelfde datum door Nederland teruggegeven werd aan Pruisen.
Door de rivieren maakte Westervoort tijdenlang een geïsoleerde indruk. Het Westervoortse veer (waarop de naam Veerdam nog wijst) en tijdelijke schipbruggen verzorgden de verbinding met Arnhem. De spoorbrug dateert van 1855, de eerste vaste brug voor overig verkeer pas van 1901.
Het oudste bewoningsgebied vinden we rond de Hervormde kerk, in de Klapstraat (tot Vredenburg) en aan de IJsseldijk, Rijndijk en Hoogeind. De geleidelijke groei van de bevolking maakte het nodig te ontginnen. Na vele generaties lang te zijn gebruikt als landbouw- en veeteeltgrond, moesten gronden voor de woningbouw gaan dienen. Westervoort was samen met Duiven begin jaren 80 groeikern geworden en het agrarische karakter van de gemeente werd tot een minimum teruggebracht. Enkele (voormalige) havezaten, vaak al in 1500 vermeld, geven tot op de dag van vandaag een beeld van de bouwwijze van weleer: Hamerden, Vredenburg, Lensenburg en Emmerik. Ten slotte zijn talloze benamingen van boerderijen en percelen vereeuwigd in de straatnamen van de nieuwe wijken.

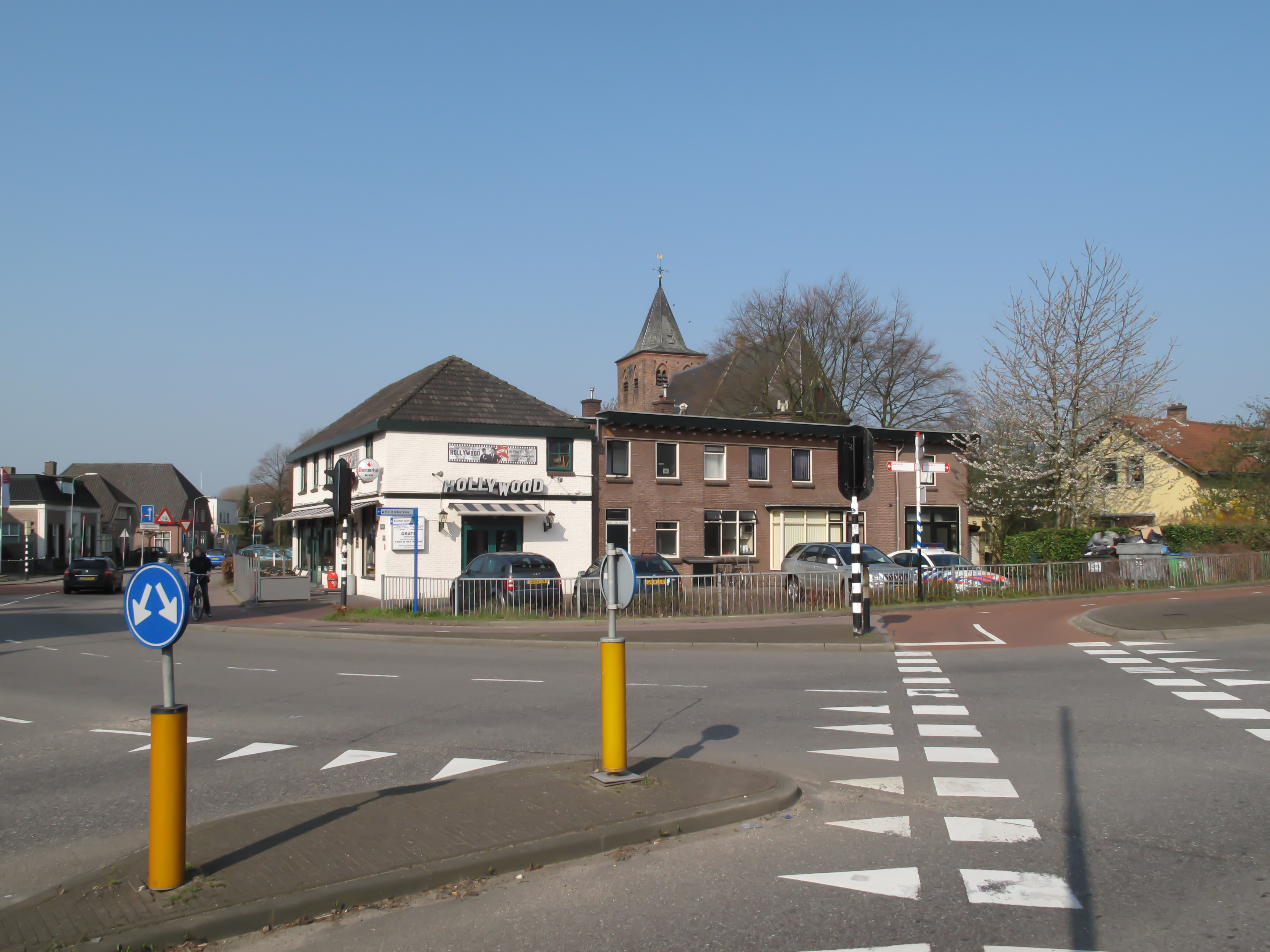
Straatzicht
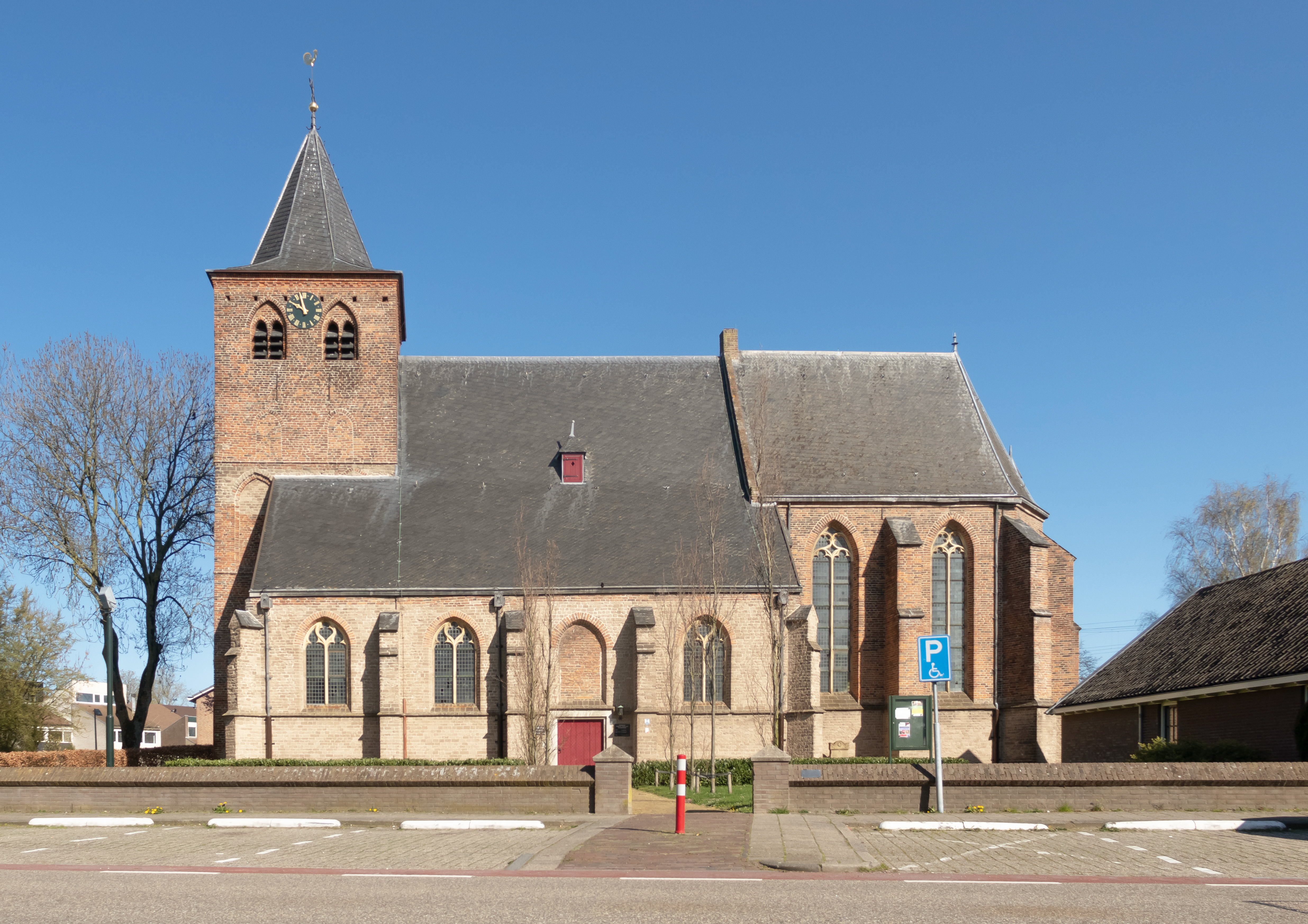
Sint-Werenfriedkerk

### Een legende over Werenfried
Over de dood van Werenfried en zijn begrafenis bestaat een legende, die vertelt dat na zijn overlijden te Westervoort strijd ontstond tussen de mensen uit Westervoort en Elst over de plaats waar de goede man begraven moest worden. Beide partijen wilden hun woonplaats daarvoor in aanmerking laten komen. Omdat men er met overleg niet uitkwam, vertrouwde men de te nemen beslissing toe aan een Godsoordeel. De baar met het lichaam werd op een bootje midden op de Rijn losgelaten en de stroming bepaalde welke kant het op ging. De boot stuitte op de Betuwse oever. Een tweede oordeel werd gevraagd door de baar op een wagen te zetten en deze te laten trekken door jonge ossen die nog nooit een wagen getrokken hadden. Onbestuurd liet men dit span zijn gang gaan. De ossen liepen naar Elst en stopten voor de kerk aldaar. St. Werenfried wordt nog steeds afgebeeld met een bootje met een doodskist. In de 10e eeuw wordt hij door bisschop Balderik van Utrecht als heilige gewaardeerd. Werenfried stond bij de Westervoortse bevolking de eeuwen door in hoog aanzien, en daarom werden kerken en parochies naar hem vernoemd. Volgens de legende stierf hij op 14 augustus 760 te Westervoort en werd in Elst begraven. Sindsdien is 14 augustus de dag waarop deze heilige herdacht wordt.

### Begin Tweede Wereldoorlog
Op de vroege vrijdagochtend van 10 mei 1940 werd de IJsselbrug met granaten in tweeën geblazen. Het betekende de eerste gevechtshandeling en daarmee het begin van de Tweede Wereldoorlog op Nederlands grondgebied. Hiermee kwam een einde aan 125 jaar vrede in Nederland.
In de nacht van 10 mei 1940 overschreden Duitse overvalpatrouilles, die de naam 'Batallions zur besonderen Verwendung' meekregen, in nagemaakte Nederlandse marechaussee-uniformen bij Elten de grens. De troepen moesten de bruggen bij Westervoort, Doesburg, Zutphen en Deventer veiligstellen en zo een ongehinderde doorgang verschaffen naar de Grebbelinie. Ongeveer 15 Duitsers betraden de bruggen en zochten naar ontstekingsleidingen om die onklaar te maken. Toen zijn wachtposten binnen waren, drukte Adjudant Van Viersen, die met zijn manschappen het Fort Westervoort aan de Arnhemse kant van de IJssel had ingenomen, de ontstekingshendel in. Met een donderend geraas stortten de brugdelen, de Duitse soldaten meesleurend, in de rivier. Het was toen 04.45 uur.

## Politiek

### Gemeenteraad
De gemeenteraad van Westervoort bestaat uit 17 zetels. Hieronder de behaalde zetels per partij bij de gemeenteraadsverkiezingen sinds 1998:
| Partij     | 1998 | 2002 | 2006 | 2010 | 2014 | 2018 | 2022 |
| ---------- | ---- | ---- | ---- | ---- | ---- | ---- | ---- |
| CDA        | 3    | 4    | 4    | 5    | 6    | 6    | 5    |
| GroenLinks | 2    | 2    | 2    | 2    | 1    | 2    | 4    |
| PvdA       | 6    | 5    | 8    | 5    | 2    | 1    | 3    |
| VVD        | 4    | 4    | 2    | 3    | 2    | 3    | 3    |
| D66        | 2    | 2    | 1    | 2    | 2    | 2    | 2    |
| SP         | -    | -    | -    | -    | 4    | 3    | -    |
| Totaal     | 17   | 17   | 17   | 17   | 17   | 17   | 17   |

### Onderzoek naar voortbestaan
In januari 2022 presenteerde onderzoeks- en adviesbureau BMC de resultaten van een onderzoek dat het had uitgevoerd in opdracht van de gemeente, naar het voortbestaan van Westervoort als zelfstandige gemeente. Het rapport Sterk bestuur Westervoort concludeerde dat door gebrek aan bestuurskracht zelfstandigheid op termijn niet langer houdbaar was, en legde drie keuzes op tafel: fuseren met Arnhem, fuseren met Duiven of opgaan in één grote Liemerse gemeente.

## Bereikbaarheid
De A12 heeft, door middel van afrit 27, een aansluiting op Westervoort. De belangrijkste hoofdweg door het dorp is de Hamersestraat, hoewel deze weg maar door een klein gedeelte van Westervoort loopt. Ook de Klapstraat, die voor een groot deel dwars door Westervoort heen loopt, is een belangrijke weg. Sinds 11 december 2011 is Westervoort ook per trein bereikbaar.
Westervoort is tevens te bereiken per bus, met de lijnen 60 t/m 62.

## Treinrampen
Op 31 augustus 1964 vond op de IJsselbrug bij Westervoort een ernstig treinongeluk plaats, op toen nog enkelspoor, met 5 doden en 36 gewonden.
In 1978 kwamen twee treinen met elkaar in botsing, vrijwel op dezelfde plek als in 1964. In 1984 werd de IJsselbrug tweesporig.

## Evenementen
Jaarlijks vindt er in Westervoort in augustus een driedaags evenement plaats genaamd Westervoort in Beweging. Deze dagen staan in het teken van kinderrommelmarkt, braderie en de truckersrun voor gehandicapten. Daarnaast zijn er ook sportieve activiteiten zoals voetvolley, beachvolleybal en evenementen met motoren. Begin van de zomer staat Westervoort in het teken van het Wyborghfeest. Tijdens carnaval is Westervoort bekend onder de naam Doldorp. De diverse carnavalsoptochten en -feesten trekken honderden bezoekers uit de regio.

## Monumenten en beelden
In de gemeente zijn er een aantal rijksmonumenten, een gemeentelijk monument, en oorlogsmonumenten, zie:
- Lijst van rijksmonumenten in Westervoort
- Lijst van gemeentelijke monumenten in Westervoort
- Lijst van oorlogsmonumenten in Westervoort
- Lijst van beelden in Westervoort

## Bekende inwoners

### Geboren in Westervoort
- Johan Andreas dèr Mouw (1863-1919), astronoom, taalkundige, filosoof en dichter
- Johan Tukker (1955), voetbalkeeper
- Theo Snelders (1963), voetbalkeeper
- Timo Fransen (1987), wielrenner
- Sophie Souwer (1987), roeister
- Jermaine Wattimena (1988), darter

### Woonachtig geweest in Westervoort
- Chris de Vries (1939-2017), voetballer
- Phillip Cocu (1970), voetballer
- Kemal Rijken (1980), journalist, schrijver, presentator, politicoloog en historicus

### Overleden
- Werenfried van Elst (?-760), Iers prediker en patroonheilige van Elst

## Aangrenzende gemeenten
| Aangrenzende gemeenten | Aangrenzende gemeenten | Aangrenzende gemeenten | Aangrenzende gemeenten | Aangrenzende gemeenten |
| ---------------------- | ---------------------- | ---------------------- | ---------------------- | ---------------------- |
| Arnhem                 |                        | Rheden                 |                        | Zevenaar               |
|                        |                        |                        |                        |                        |
|                        |                        |                        |                        |                        |
|                        |                        |                        |                        |                        |
| Lingewaard             |                        |                        |                        | Duiven                 |